# نورت اینید (اکلاهما)
نورت اینید(به انگلیسی: North Enid) شهری در ایالت اکلاهما کشور ایالات متحده آمریکا است که جمعیت آن در سرشماری سال ۲۰۱۰ میلادی، ۸۶۰ نفر بوده‌است.